# 国際歴史論戦研究所
一般社団法人国際歴史論戦研究所（いっぱんしゃだんほうじん こくさいれきそろんせんけんきゅうじょ）（英：International Research Institute of Controversial Histories, iRICH）は、日本に存在する一般社団法人。

## 沿革
国際的に慰安婦問題をはじめとする歴史認識に関わる問題について発信を行っている。
2014年、慰安婦の真実国民運動の有志が国連自由権規約委員会に参加した。その後、2016年に国連女子差別撤廃委員会で慰安婦の「強制連行」はなかったという見解について日本政府の回答を引き出した。
2018年11月、慰安婦の真実国民運動が担ってきた国連活動に関する分野を発展、独立させて国際歴史論戦研究所が発足した。
研究所は当初より慰安婦問題に関する国際社会での認識を糺す活動をしていたが、その後、その他の歴史戦（徴用工など）や、人権に関する問題（子供の連れ去り）などを扱うようになった。
2022年から一般社団法人。また、韓国、米国の研究者と協同でシンポジウムを開催している。

## 国連活動
2019年　国連人権理事会「慰安婦問題に対する韓国の外交部部長への反論」
2019年　徴用工問題に関するサイドイベント開催
2020年　慰安婦問題について韓国の保守系団体との協同が始まる
2022年　国連人権理事会参加（中国による日本人拘束問題、南京事件、ユネスコの決議への反対、ウイグル人留学生の人権）
2022年　国連自由権規約委員会参加
2023年　国連人権理事会参加（慰安婦問題、中国問題、徴用工問題）
2024年　国連人権理事会参加（中国問題、沖縄問題）
2024年　国連女子差別撤廃委員会参加

## シンポジウム
2020年　シンポジウム「ラムザイヤー論文をめぐる国際歴史論争」
2021年　シンポジウム「学問・言論・報道の自由」を圧殺する全体主義の正体
2022年　日本国内にて日韓合同シンポジウム開催
2023年　韓国・ソウルで韓日合同シンポジウム開催
2024年　日本国内にて日韓米合同国際シンポジウムを開催

## 関連リンク
- 国際歴史論戦研究所Webサイト　（日本語版・英語版）